# Gasquet (Californie)
Pour les articles homonymes, voir Gasquet.
Gasquet est une census-designated place du comté de Del Norte, dans l'État de Californie, aux États-Unis,. En 2020, elle compte une population de 657 habitants.